# Хот Спрингс (Арканзас)
Хот Спрингс (енгл. Hot Springs) град је у америчкој савезној држави Арканзас.

## Демографија
По попису из 2010. године број становника је 35.193, што је 557 (-1,6%) становника мање него 2000. године.
| Група             | 2000.          | 2010.          |
| Белци             | 27.347 (76,5%) | 25.269 (71,8%) |
| Афроамериканци    | 6.030 (16,9%)  | 5.926 (16,8%)  |
| Азијати           | 284 (0,8%)     | 301 (0,9%)     |
| Хиспаноамериканци | 1.358 (3,8%)   | 2.631 (7,5%)   |
| Укупно            | 35.750         | 35.193         |